# 马哈麻 (天文学家)
马哈麻（?—?），明朝天文学家，是祖籍西域的回回人。
马哈麻年轻的时候，就喜欢天文学，长大后更加勤学。明太祖洪武初年，他和马沙亦黑来到中国，在回回博士馆为官，精于历学、算术、推测。他编著《回回历》，明太祖称赞他有翰林之才，洪武十五年秋，明太祖命他和马沙亦黑、吴宗伯将元朝遗留关于天文、阴阳、历算的书籍，翻译成汉文。他又和火源洁著有《华夷译语》。